# 1803 na ciência

## Eventos
- Isolamento dos elementos químicos Paládio,[1] Ósmio[2] e Irídio[3]
- Observação ou predição do elemento químico Cério[4]
- John Dalton propõe a Lei de Dalton, que descreve a relação entre os componentes de uma mistura de gás e a pressão relativa que cada um contribui para a mistura geral.[5]

## Nascimentos
| Data | Nome | Profissão | Nacionalidade | Observações | Ref |
| ---- | ---- | --------- | ------------- | ----------- | --- |

## Mortes
| Data | Nome | Profissão | Nacionalidade | Observações | Ref |
| ---- | ---- | --------- | ------------- | ----------- | --- |

## Prémios
Medalha Copley
- John Canton[6]